# Riksråd (Svezia)
Il Riksråd, o Consiglio del Regno, talvolta latinizzato come Senatus Regni Sueciae, era un'istituzione della Svezia con il compito di coadiuvare il re nell'esercizio delle sue funzioni di governo; aveva inoltre poteri giurisdizionali, fungendo da corte di ultima istanza.
Fu soppresso nel 1789, contestualmente all'istituzione del Kunglig Majestät (re in Consiglio).

## Storia

### Origini
Comparso nel 1220 come organo d'ausilio del re Erik XI, minore d'età, nel 1280, durante il regno di Magnus III, si trasformò in un'istituzione stabile; le sue prerogative vennero puntualmente fissate dalla legge sulla forma di governo del 1634, emanata da Gustavo II Adolfo.
Inizialmente formato da nobili e religiosi, la legge del 1634 fissò a 25 i suoi componenti, compresi cinque alti funzionari:
- un castaldo dispensiere (o Gran giustiziere) (Riksdrots);
- un alto maresciallo (Riksmarsk);
- un ammiraglio (Riksamiral);
- un cancelliere (Rikskansler);
- un gran tesoriere (Riksskattmästare).

In base ad una nuova legge del 1660, il numero dei consiglieri fu fissato ad un massimo di 40.
Nel 1680 i suoi poteri furono fortemente limitati dal Riksdag.

### Sviluppi
Alla instaurazione dell'assolutismo, Carlo XI aveva un organismo equivalente denominato come kungligt råd, Consiglio reale. Nell'Epoca della libertà svedese (dalla morte di Carlo XII di Svezia nel 1718 al colpo di Stato di Gustavo III di Svezia nel 1772), è stato riutilizzato il nome medievale, ma dopo la rivoluzione incruenta del re Gustavo III, la vecchia istituzione era praticamente abolita, ed egli istituì al suo posto il statsråd (Consiglio di Stato), organo piuttosto simile, ma aggirando la costituzione allora in vigore. Nella Costituzione del 1809, lo statsråd divenne il gabinetto di governo costituzionale.
Dal 1738 gli Stati regionali facenti parte del Riksdag degli Stati potevano rimuovere i loro consiglieri in modo da creare una maggioranza corrispondente a quella degli Stati; gli Stati regionali provvedevano anche alla nomina del presidente della Cancelleria (il primo ministro), secondo l'appartenenza di partito. Anche la legge sulla libertà di stampa (1766) è stata adottato in questo periodo.
Questa Età della Libertà durò fino al colpo di stato senza spargimento di sangue del re Gustavo III nel 1772, che ha ripristinato la sovranità reale con il pretesto dell'applicazione della costituzione del 1634.
Nel 1789, con il Förenings- och Säkerhets Acten (Atto di Unione e di sicurezza), un emendamento alla carta costituzionale, il diritto esclusivo della nobiltà a ricoprire le alte cariche è stato abolito e anche i borghesi e gli agricoltori hanno ricevuto questi privilegi - un passo verso la democrazia moderna. Il controllo aristocratico degli organi dello Stato cessò, come tra l'altro il Consiglio della Corona fu abolito dalla legge, anche se i consiglieri hanno poi mantenuto i loro titoli a vita. La funzione giurisdizionale del consiglio è stata attribuita al Konungens Högsta Domstol (Corte Suprema Reale) composto da un numero uguale di membri nobili e non nobili.

## Consiglieri del Re
- Birger Persson till Finsta, (Birger Persson di Finsta - contea di Stoccolma) cavaliere, Lögsögumaður di Tiundaland e dal 1296 di Uppland.
- Björn Näf dal 1288
- Knut Jonsson (Aspenäsätten) dal 1305 (famiglia nobile uradel Aspenäsätten)
- Ulf Gudmarsson (Lejon) 1330? (il Leone - del casato - uradel - Leijonhufvud)
- Magnus Knutsson (Aspenäsätten) dal 1351 (famiglia nobile Aspenäsätten)
- Bo Jonsson (Grip) (famiglia nobile - uradel - Grip)

## Riksråd
Sotto Magnus Eriksson venne istituita la regola che il re deve essere scelto, e al suo fianco, deve avere un consiglio di ecclesiastici, dodici cavalieri e scudieri, chiamati consiglieri.
Consiglio della Corona svedese: (non completo.)
- Krister Nilsson (Vasa) (famiglia nobile - uradel - Casato di Vasa) 1420?
- Olov Larsson vescovo - 1430
- Erik Holmstensson (Rosenstråle) (famiglia nobile - uradel - Rosenstråle) 10 giugno 1450.
- Johan Kristiernsson (Vasa) (famiglia nobile - uradel - Casato di Vasa) 1460?
- Erik Karlsson (Vasa) (famiglia nobile - uradel - Casato di Vasa) 1470?
- Bo Stensson (Natt och Dag) (famiglia nobile - uradel - Natt och Dag) dal 1469
- Måns Karlsson (Eka) (famiglia padronale Ekaätten) 1470?
- Eskil Isaksson (Banér) (famiglia nobile - uradel - Banér) 1470?
- Svante Nilsson (Sture) (famiglia nobile - uradel - Sture) al 1482
- Nils Eriksson (Gyllenstierna) (famiglia nobile - uradel - Gyldenstierne)
- Erik Abrahamsson Leijonhufvud d.ä. (il Leone - del casato - uradel - Leijonhufvud) -al 1520
- Erik Johansson (Vasa) (famiglia nobile - uradel - Casato di Vasa) dal 1503 al 1520

(il riksråd di Gustav Vasa circa 1521-1530)
- Ture Eriksson Bielke (famiglia nobile - uradel - Bielke)
- Erik Joakimsson Fleming
- Ivar Joakimsson Fleming
- Bengt Nilsson (Färla) (famiglia nobile - uradel - Färla)
- Birger Nilsson Grip (famiglia nobile - uradel - Grip)
- Karl Eriksson (Gyllenstierna) (famiglia nobile - uradel - Gyldenstierne)
- Peder Olofsson Hård
- Knut Andersson Lillie (famiglia nobile - uradel - Lillie)
- Måns Bryntesson Lilliehöök (famiglia nobile - uradel - Lilliehöök)
- Måns Johansson (Natt och Dag) (famiglia nobile - uradel - Natt och Dag)
- Lars Siggesson (Sparre) (famiglia nobile - uradel - Sparre)
- Johan Turesson (Tre Rosor) (famiglia nobile - uradel - Tre Rosor)
- Nils Olofsson (Vinge) (famiglia - Vinge)

- Erik Pedersson Brahe (famiglia nobile - uradel - Brahe) 1590?
- Johan Skytte 1617
- Gustaf Gabrielsson Oxenstierna
- Gustaf Eriksson Stenbock (famiglia nobile - uradel - Stenbock) 1620?
- Johan Banér (famiglia nobile - uradel - Banér) dal 1630 al 1641
- Carl Gustaf Wrangel (famiglia nobile - uradel - Wrangel) 1640?
- Magnus Gabriel De la Gardie (famiglia nobile - uradel - De la Gardie) dal 1647 al 1680?

## Lista degli Alti Cancellieri e presidenti della Cancelleria dall'avvento dell'assolutismo nel 1680 al 1809
- Conte Bengt Oxenstierna (1623–1702) (dal 1685 al 12 luglio 1702, agendo[1] dal 1680)
  - Conte Carl Piper (1647-1716) (agendo dal 12 luglio 1702 al 1705)
- Conte Nils Gyldenstolpe (1642–1709) (dal 1705 al 4 maggio 1709)
- Conte Arvid Horn (1664–1742) (dal 10 aprile 1719 al 1739, agendo dal 1709)
- Conte Carl Gyllenborg (1679–1746) (dal 1739 al 9 dicembre 1746)
- Conte Carl Gustaf Tessin (1695–1770) (dal 5 dicembre 1747 al marzo 1752, agendo dal 1746)
- Conte Andreas Johan von Höpken (1712-1789) (dal marzo 1752 al 1761)
- Conte Claes Ekeblad "il giovane" (1708-1771) (dal 1761 al 1765)
- Conte Carl Gustaf Löwenhielm (1701-1768) (dal 7 marzo 1765 al 1768)
  - Barone Fredrik von Friesendorff (1707-1770) (agendo dal 1768 al 1769)
- Conte Claes Ekeblad (1708-1771) (dal 1769 al 1771)
- Conte Ulrik Scheffer (1716-1799) (dal 1771 al 1772)
- Conte Joachim von Düben "il giovane" (1708-1786) (dal 22 aprile 1772 al 22 agosto 1772)
- Conte Ulrik Scheffer (1716-1799) (dal 22 agosto 1771 al 1783)
- Conte Gustaf Philip Creutz (1731-1785) (da giugno 1783 al 1785)
  - Barone Malte Ramel (1747-1824) (agendo dal 1785-1786)
- Barone Emanuel de Geer (1748-1803) (dal 1786 al 1787)
  - Conte Johan Gabriel Oxenstierna (1750-1818) (agendo dal 1787 al 1789)
  - Conte Karl Wilhelm von Düben (1724-1790) (agendo dal 1789 al novembre 1790)
  - Ulrich Gustaf Frank (1736-1811) (agendo dal novembre 1790 al 1792)
  - Barone Evert Wilhelm Taube (1737–1799) (agendo nel 1792)
- Barone Christofer Bogislaus Zibet (1740-1809) (dal 15 maggio 1792 al 1793)
- Conte Fredrik Sparre (1731-1803) (dal 16 luglio 1792 al 14 dicembre 1797)
- Conte Nils Anton Augustus Bark (dall'agosto 1793 al 1799)
- Barone Christofer Bogislaus Zibet (1740-1809) (da ottobre 1799 al 1801)
- Fredrik Wilhelm von Ehrenheim (1753-1828) (dal 1801 al 1809)

## Ritratti di alcuni dei Presidenti

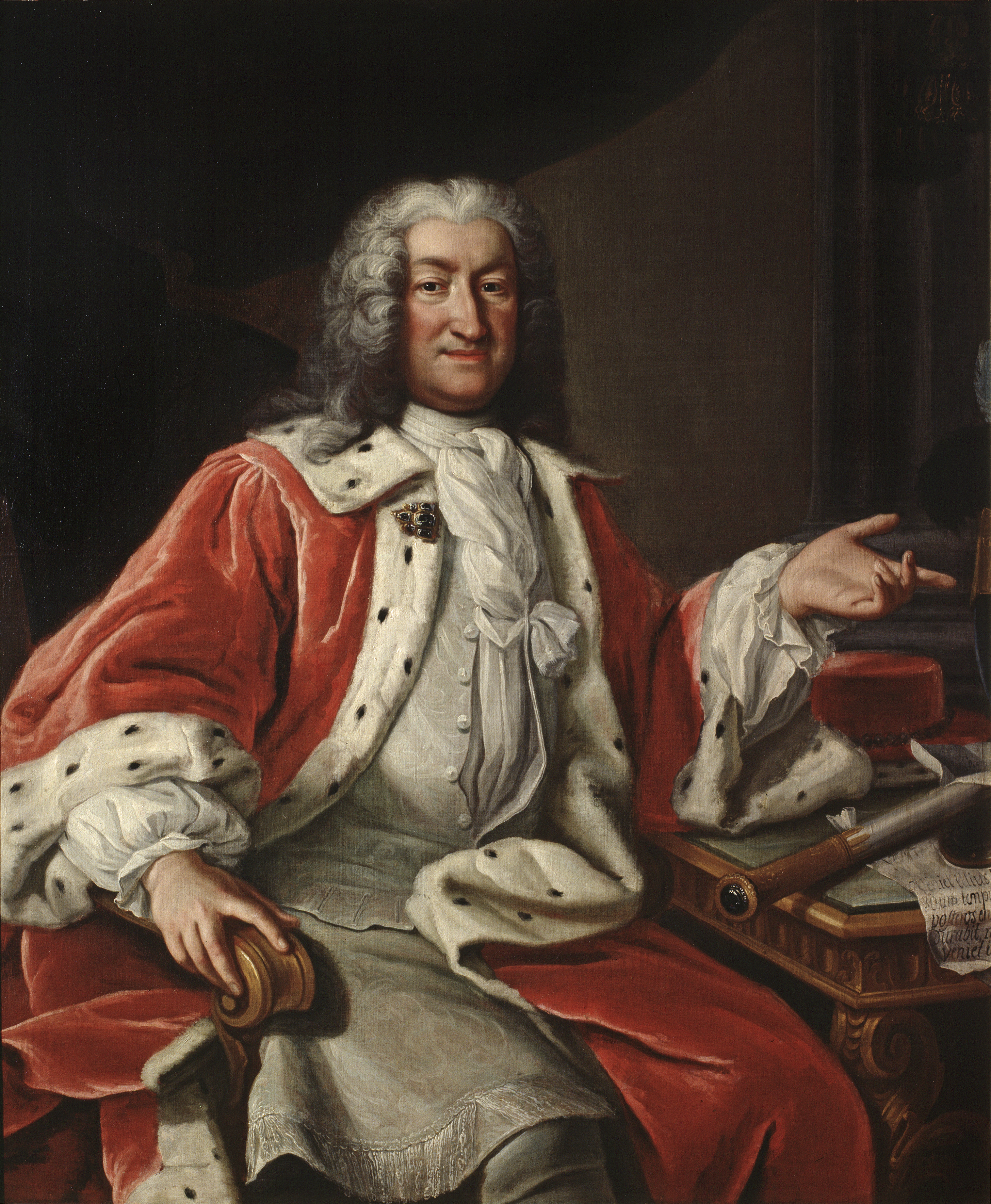
conte feldmaresciallo Arvid Horn (1664–1742)
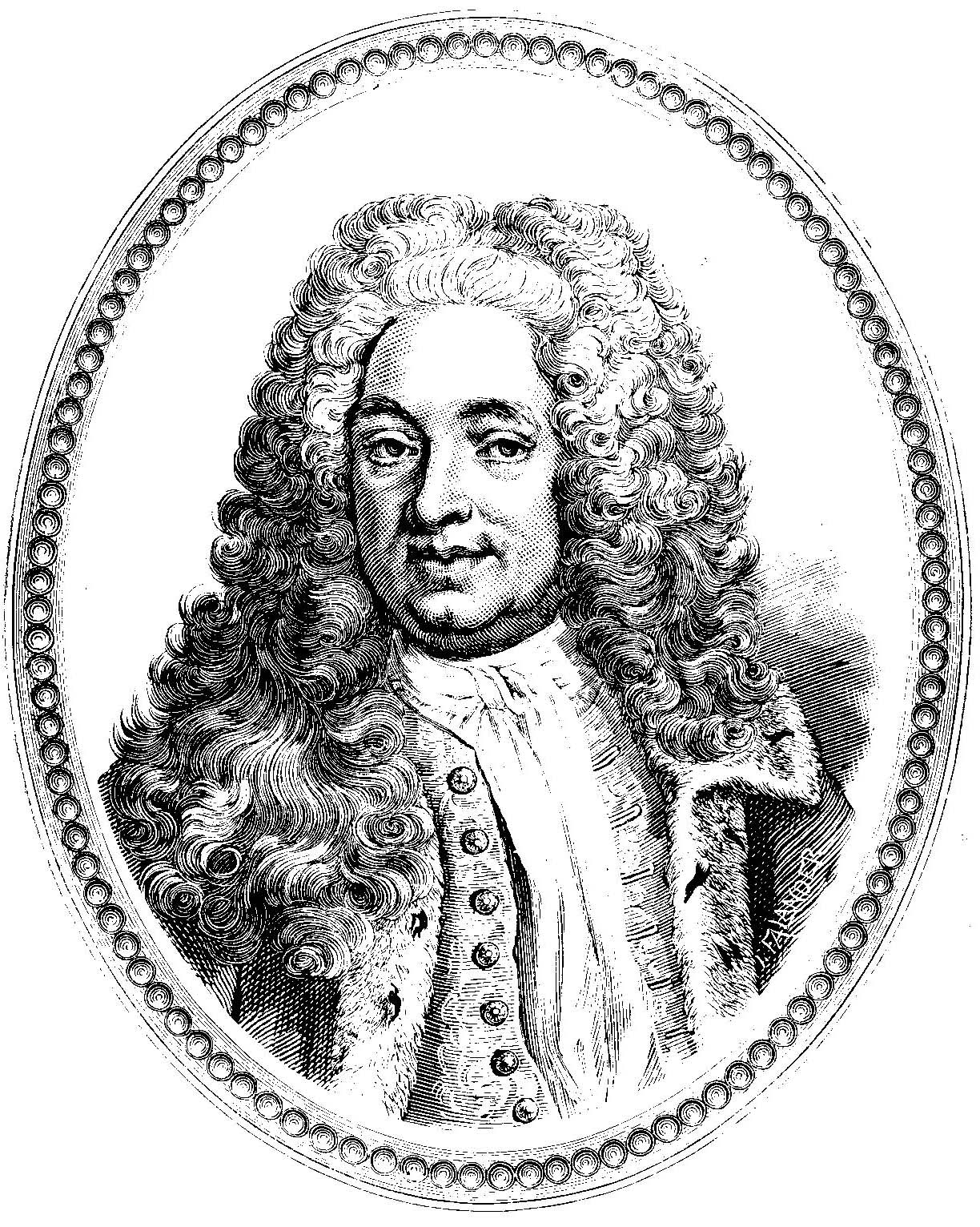
Carl Gyllenborg (1679–1746)
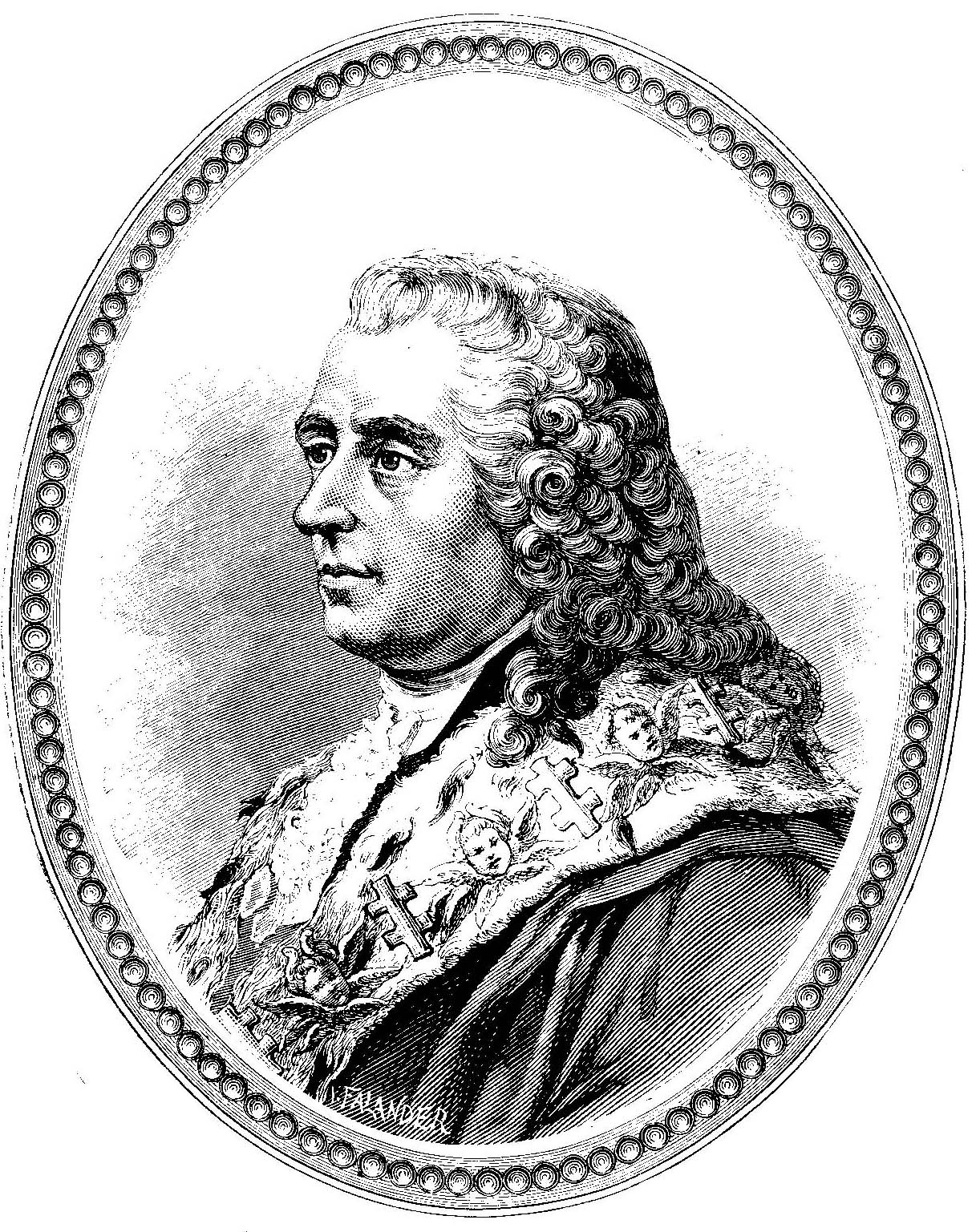
Carl Gustaf Tessin (1695–1770)
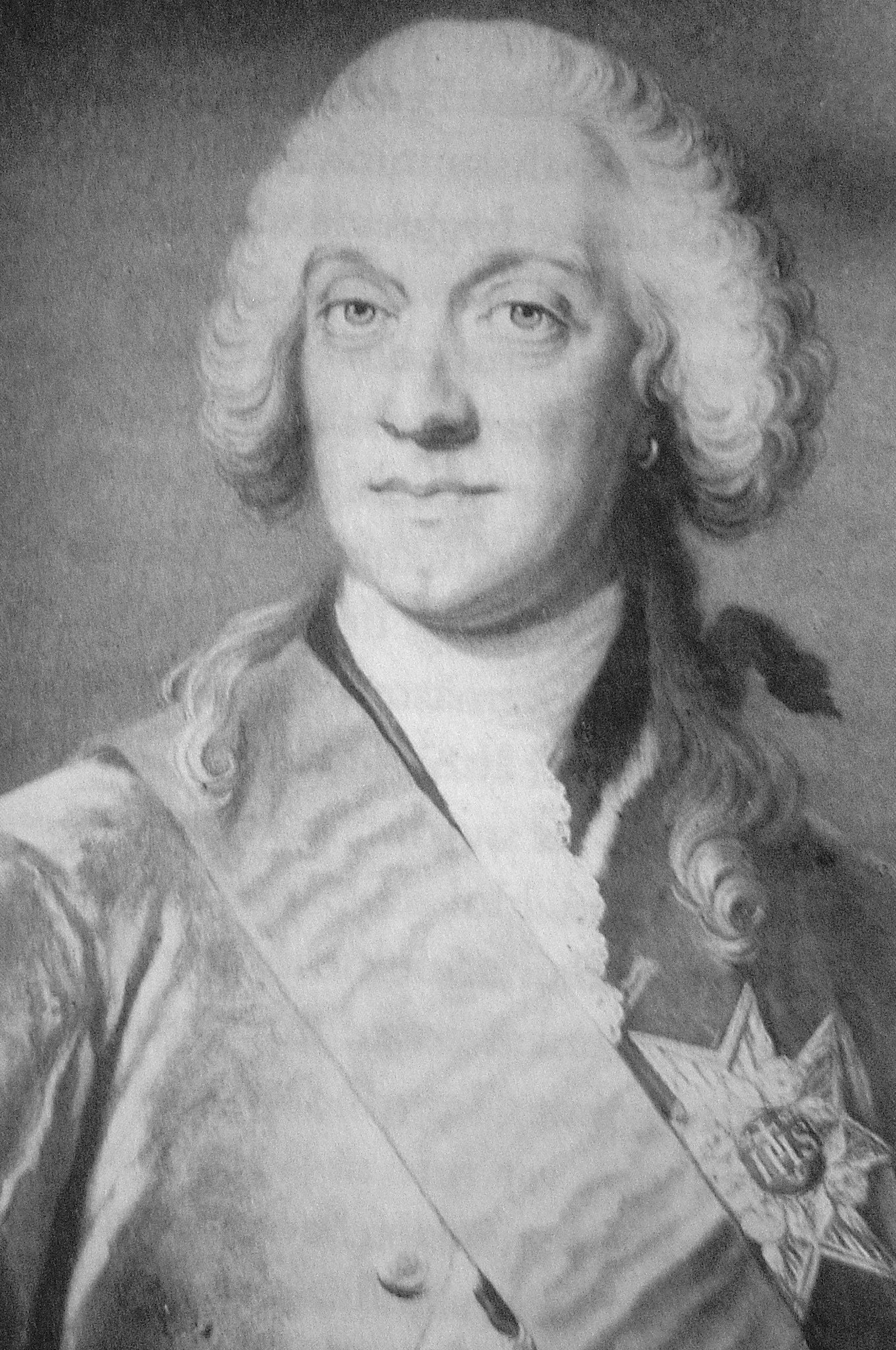
conte Claes Ekeblad "il giovane" (1708-1771)
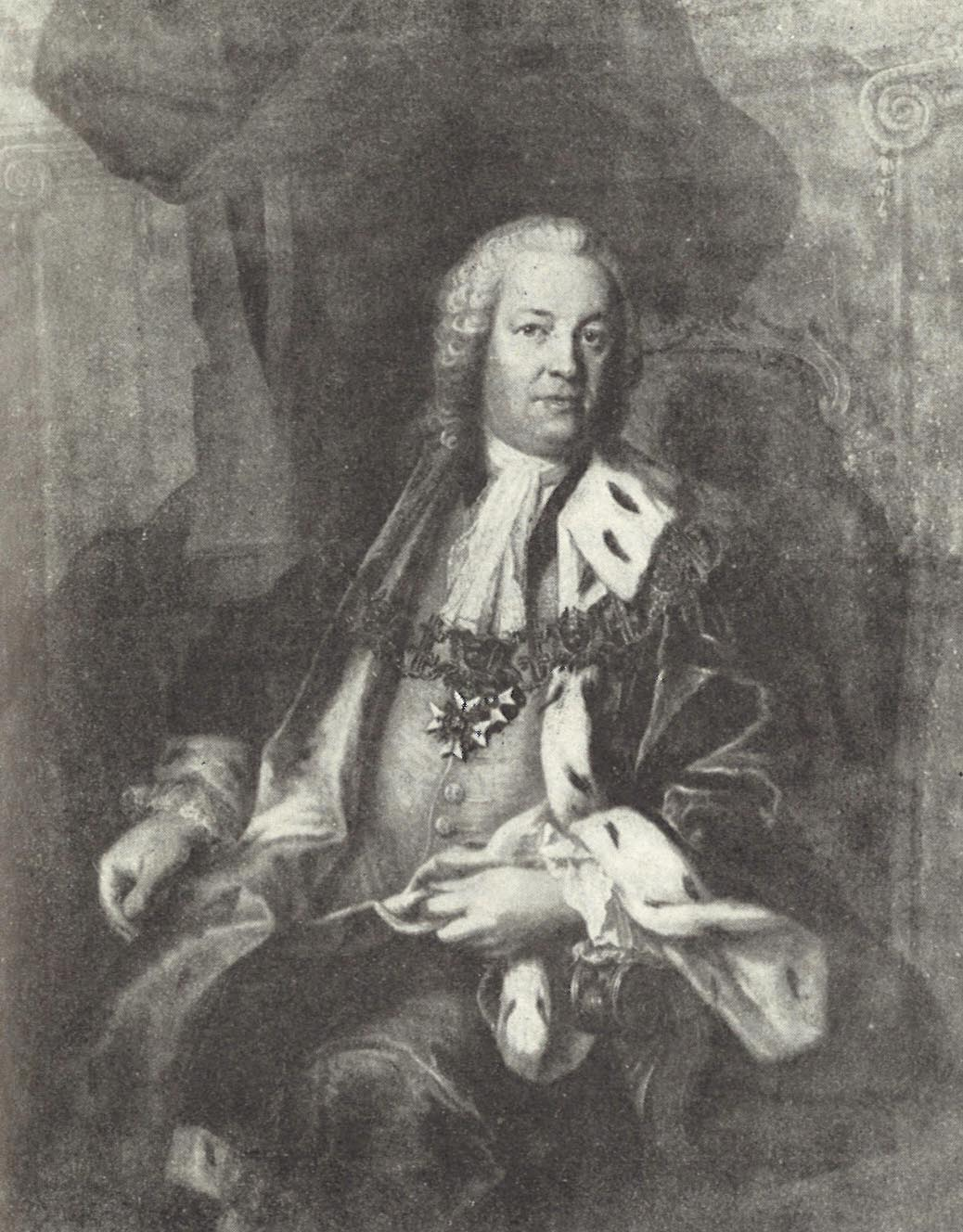
Carl Gustaf Löwenhielm (1701-1768)
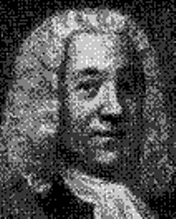
Fredrik von Friesendorff (1707-1770)
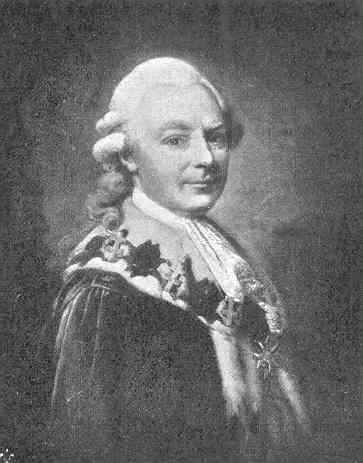
conte Gustaf Philip Creutz (1731-1785)
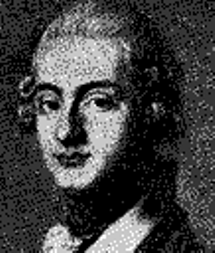
barone Emanuel de Geer (1748-1803)
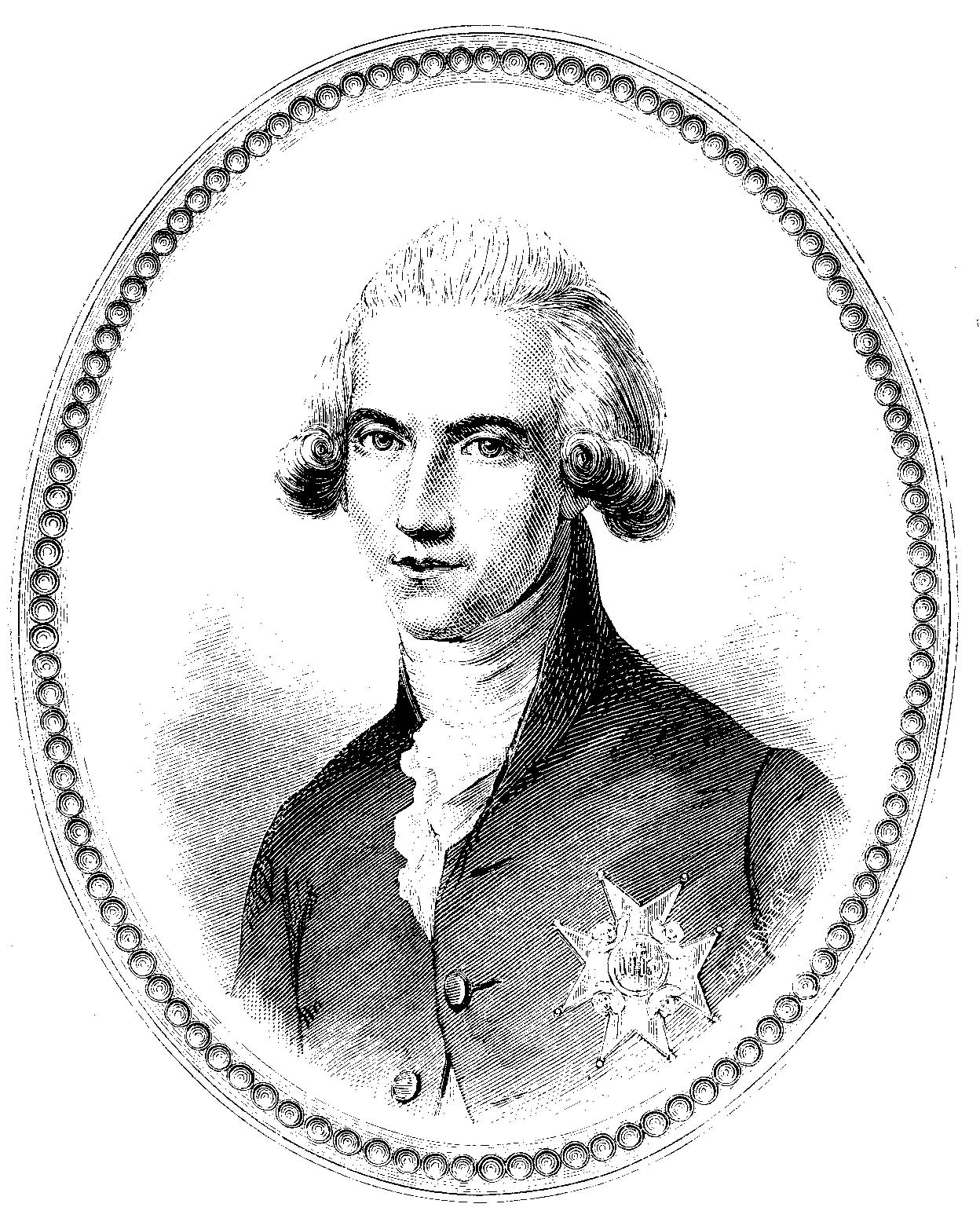
conte Johan Gabriel Oxenstierna (1750-1818)